# Col·legi Claret de Barcelona
El Col·legi Claret de Barcelona és un col·legi claretià pastoralista creat l'any 1871 al barri Camp d'en Grassot i Gràcia Nova de la llavors vila de Gràcia. Està regit pels claretians pastoralistes, fundat l'any 1849 per Sant Antoni Maria Claret i Clarà (1807-1870).

## Història
La comunitat dels claretians va arribar a Barcelona a l'any 1860 quan es va fundar el "Convent Nou" en un modest edifici envoltat de camps de conreu als afores del barri de Gràcia, vila que s'integrà a Barcelona l'any 1897. L'any 1871 començaren les activitats educatives amb la fundació del primer col·legi claretià a Barcelona (llavors Gràcia), en una època en què l'única escola catòlica d'ensenyament de nois que hi havia a Barcelona eren els Escolapis al Raval. Aquesta escola claretiana, anomenada Col·legi i Escoles del Cor de Maria, estava situada a la cantonada dels actuals carrers Nàpols i Claret i donava resposta a les necessitats educatives dels nens de Gràcia i de Sant Martí de Provençals. Era l'única edificació de la zona i per això donà nom a l'actual carrer de Sant Antoni Maria Claret de Barcelona. L'any 1904 hi fou construïda l'actual església de l'Immaculat Cor de Maria, que es va convertir posteriorment en l'eix central del complex educatiu. L'escola va ser incendiada i destruïda durant la Setmana Tràgica de 1909 i es va traslladar temporalment al Passeig de Sant Joan, 82 fins que el 1912 va tornar al seu lloc d'origen, al carrer Sant Antoni Maria Claret 45-49 (abans anomenat carrer Coello, 255).
Entre els antics alumnes del Col·legi Claret de Barcelona hi ha els polítics Xavier Pomés, Enric Truñó i Jordi Portabella, l'enginyer i alcalde de Barcelona Enric Masó, els periodistes Pere Escobar i Antonio Franco Estadella, i l'escriptor Albert Sánchez Piñol.